# Chetverikov ARK-3
El Chetverikov ARK-3 fue un hidroavión de reconocimiento de la Unión Soviética de los años 1930. La designación ARK corresponde a su cometido original de reconocimiento ártico.

## Desarrollo
El ARK-3 era un hidrocanoa de construcción mixta, con las alas de madera y casco metálico. Sobre el mismo y montados en tándem, dos motores radiales Shvetsov M-25 de 710 HP propulsaban el conjunto.
El 25 de abril de 1937, el prototipo ARK-3-1 consiguió la plusmarca internacional de altura con carga de 1000 kg, estableciéndola en 9190 m. Ello llamó la atención de la Armada soviética, que encargó cinco ARK-3 de preserie para reconocimiento de largo alcance.
Poco después del pedido, el ARK-3-1 se perdió tras un amaraje forzoso, durante el que se desprendió el motor de proa, matando al piloto. Se desarrolló un prototipo mejorado, el ARK-3-2, con motores potenciados M-25A de 730 hp, casco alargado y mayor peso total, haciendo su vuelo inaugural en 1939. Un año después, un accidente similar destruyó también este prototipo, lo que provocó la cancelación del pedido de la Armada, y el desarrollo posterior del modelo.

## Variantes
ARK-3-1
Modelo inicial, de cometido civil.
ARK-3-2
Modelo potenciado y alargado, con objetivo militar.

## Especificaciones (ARK-3-2)
Referencia datos: Enciclopedia Ilustrada de la Aviación

### Características generales
- Longitud: 14,6 m (47,9 ft)
- Envergadura: 20 m (65,6 ft)
- Superficie alar: 59,5 m² (640,5 ft²)
- Peso vacío: 3642 kg (8027 lb)
- Peso máximo al despegue: 5600 kg (12 342,4 lb)
- Planta motriz: 2× motor radial Shvetsov M-25A.
  - Potencia:  730 hp cada uno.
- Hélices: 1× bipala por motor.

### Rendimiento
- Velocidad máxima operativa (Vno): 320 km/h (199 MPH; 173 kt)
- Velocidad crucero (Vc): 260 km/h (162 MPH; 140 kt)